# Ione (Kalifornija)
Ione je grad u američkoj saveznoj državi Kalifornija. Prema popisu stanovništva iz 2010. u njemu je živjelo 7.918 stanovnika.